# Explotación social
La  explotación es una relación social, aceptada o legitimada ya sea por las costumbres o las leyes, en la cual algunas personas —generalmente definidas como miembros de alguna categoría o jerarquía o que tienen un estatus o rol social específico— son relacionadas
 o utilizadas en beneficio de otros debido a su pertenencia a tal categoría o estatus.

## Orígenes y evolución del concepto
El análisis sobre la desigualdad social y económica, en el sentido de diferencias en las posiciones o Estatus social, marginación de mecanismos de decisión o poder y acceso a los bienes producto de las actividades sociales, tiene su origen en un período anterior a la modernidad, con personajes tales como, por ejemplo, Aristóteles -para quien era una situación "natural", producto de las diferencias entre los seres humanos- o Rousseau -para quien el problema se origina debido a la división del trabajo, lo que eventualmente lleva a la pérdida del "estado natural" original lo que a su vez lleva a que, en sus palabras, "los ricos y poderosos" establezcan un sistema sesgado en su favor, instituyendo así la desigualdad como un hecho de la naturaleza humana"
Las primeras tentativas de utilizar la explotación como categoría de análisis político-social se encuentran en el pensamiento utópico de Babeuf; Robert Owen, Henri de Saint-Simon. Estos tentativas eventualmente llevaron a la obra de Marx y Engels, quienes desarrollarían una completa teoría filosófica sobre la materia.
Lo anterior ha dado origen a dos percepciones diferentes, aunque no necesariamente opuestas:
- La percepción ética: desde este punto de vista, la explotación implica el tratamiento de un individuo como solo un medio para un fin o el uso de la persona como objeto. Esta percepción se extiende a la consideración del ser humano como nada más que mano de obra; un recurso o fuente de trabajo.[4]

- La percepción económica: desde este punto de vista se considera que explotación envuelve el uso del trabajo de alguna persona sin otorgar a cambio una remuneración o salario adecuado. Qué exactamente sería tal remuneración es materia que ha generado algún debate. Por ejemplo, en la concepción liberal clásica, el "salario justo" es aquel al cual tanto el empleador como el asalariado llegan libremente, sin intervención de terceros. Desviaciones de esa situación se producen solo cuando ya sea un lado o el otro distorsiona el libre mercado -por ejemplo, a través de carteles o en situaciones de monopolio- Sin embargo otras concepciones argumentan que todo salario es injusto, en la medida que el asalariado solo recibe una parte del producto de su labor (el resto quedando al empleador). Esta visión se extiende a considerar que el exceso no remunerado del trabajo -ver Plusvalor- constituye la base y objeto sobre y por la cual un grupo, sector o clase social subyuga a otras.[5]

Esta última percepción fue introducida por Karl Marx en el marco de la economía clásica. Parece entonces conveniente tener una visión general de esa problemática.

### Explotación en la economía clásica
Los economistas clásicos buscaban explicar un fenómeno central: la expansión de la producción económica y la caída de los precios que observaban en ese periodo, el comienzo de la Revolución Industrial, lo que Marx y otros llamaron Capitalismo.
Adam Smith representó lo anterior con su célebre ejemplo de la manufactura de alfileres (inspirado en L'Encyclopédie de Diderot y d'Alembert): allá dónde un solo herrero no podría producir más de diez alfileres por día, la fábrica utiliza los obreros en varias tareas diferentes (estirar el alambre, cortarlo, afilarlo, etc.), y llega así a producir cerca de 5 000 alfileres por obrero empleado. Junto a ese gran incremento en las cantidades producidas (ver productividad), se ve una disminución, igualmente extraordinaria, en el precio de los alfileres. (Smith nota que, adicionalmente, los trabajadores ganan más en las fábricas que como trabajadores independientes)
La explicación de lo anterior es compleja, pero incluye, en el lado del aumento de la producción, las mejoras tanto en los métodos de organización ( la división del trabajo); como en los medios físicos (herramientas, máquinas), etc. En el lado de los precios, la Competencia (economía).
Respecto al último punto, el argumento central es el siguiente: considérese el caso en el cual dos o más empresas compiten para abastecer (vender) en un mercado dado. Dado que es el caso que, a fin de maximizar sus ventas y concomitantes ganancias, ambas desean vender tanto como sea posible, se ven forzadas a reducir sus precios al mínimo posible. En las palabras de Smith:
"El precio de un monopolio es en cada ocasión el más alto que se puede conseguir. El precio natural, o el precio de la libre competencia, por el contrario, es el más bajo que se puede tomar, no de hecho en cada ocasión pero sobre un tiempo considerable. El uno es en cada ocasión el más alto que se puede exprimir de los compradores, o el que, se supone, van a consentir dar: el otro es el más bajo que los vendedores generalmente pueden permitirse aceptar, y al mismo tiempo continuar sus negocios.".
Ese mínimo es el del costo de producción. Sin embargo esto produce un problema. La economía, tanto clásica como en general, asume que los agentes económicos actúan en persecución de sus intereses, es decir, motivados por su ganancia personal (ver egoísmo racional). Si es el caso que el precio de mercado de los bienes y servicios es igual al de su costo de producción, cual es la motivación del empresario o capitalista?. Ese empresario o capitalista solo se interesa en participar en el proceso de producción, de acuerdo a la teoría, en la medida que aumenta su ganancia personal, es decir, en la medida que obtiene más de ese proceso que lo que obtendría si no participara. El problema es: dado que, de hecho, solo se vende al costo de producción, los precios están disminuyendo pero todos los que participan en ese proceso están ganando más que lo que de otra manera podrían, de donde viene esa ganancia extra?
ANEJA, cosa] Que va unido a otra cosa de la cual depende o con la que está muy relacionado y la solución, obvia en la opinión de Smith, Marx, etc, es que algún o algunos de los factores que inciden en la producción no están siendo o no han sido pagados lo que corresponde. De acuerdo a las concepciones económicas del periodo, ni los recursos naturales (tierra, materias primas, etc) ni las herramientas o máquinas pueden, por sí mismas, producir algo La fuente última de cualquier cosa y todo lo producido es el trabajo. (ver teoría del valor trabajo)
Sigue que el único factor que puede recibir menos que su contribución al proceso de producción son los trabajadores. Producen todo, pero solo reciben — como sueldos y salarios— parte del valor monetario de ese producto.
Marx denomina plusvalía esa diferencia entre lo que los trabajadores producen y lo que reciben como salarios y considera que representa el monto físico o medida de la explotación. En sus palabras:
"La tasa de plusvalor, por consiguiente, es la expresión exacta del grado de explotación de la fuerza de trabajo por el capital, o del obrero por el capitalista [10] (Nota a la 2ª edición. Aunque expresión exacta del grado de explotación al que está sujeta la fuerza de trabajo, la tasa de plusvalor no expresa la magnitud absoluta de la explotación. Por ejemplo, si el trabajo necesario es = 5 horas y el plustrabajo = 5 horas, el grado de explotación será = 100 %. La magnitud de la explotación se mide aquí por 5 horas. En cambio, si el trabajo necesario es = 6 horas y el plustrabajo = 6 horas, el grado de explotación seguirá siendo de 100 %, mientras que la magnitud de la explotación aumentará en 20 %, de 5 horas a 6.)

## Explotación en el pensamiento de Marx y Engels
Si bien podemos encontrar en el primer tiempo del pensamiento de Marx ideas relacionadas con la explotación, no es sino en El Capital que desarrolla una acabada propuesta sobre la materia. Ello por dos razones; una porque profundiza una idea filosófica madura al respecto y segundo porque construye por primera vez una oposición de tipo científica a la razón capitalista/burguesa. Sin dejar de lado la idea de explotación como continuo histórico, aborda en detalle la manera en que se manifiesta la dominación en el período moderno. Se pueden exponer tres elementos fundamentales de este análisis de la explotación:
- La dinámica producida por la propiedad privada de los medios de producción
- Una sociedad dividida en dos clases antagónicas en los cuales la minoría dominante construye mecanismos de explotación permanente para asegurar la reproducción del capital. Destaca acá la idea de tiempo de trabajo como control social. (ver Explotación laboral)
- Enajenación. El capital, para reproducirse permanentemente establecerá la relación capital/trabajo para extraer plusvalía del proletariado siendo la relación contractual capitalista-empleado siempre una relación desfavorable que irá variando en diversos grados de explotación según una serie de factores.

La solución a la trama que posibilita la explotación en Marx se encontraba en la tesis de producción simple de mercancías en la cual se tiende a equiparar el salario con el tiempo de trabajo. En todo sistema capitalista, el precio de la fuerza de trabajo se vende bajo su valor por lo que la abolición de la explotación significaría un proceso histórico revolucionario y de cambios violentos en todos los ámbitos.

## Explotación avanzada
Desde el siglo XX la explotación social tiene una doble dimensión; local en el sentido que el sistema económico capitalista adquiere nuevas estrategias para profundizar la dominación sobre los tiempos de producción del obrero en relación con las características de cada región (principalmente divididas en zonas centrales y periféricas). La otra dimensión es global, y tiene que ver con la prolongación de la tendencia imperialista del capitalismo. Desde la acumulación originaria (primeras cruzadas económicas) se ha completado, a través del proyecto de la globalización, la expansión de la dominación de los mercados y personas. Por otro lado también se profundiza la explotación local lo que hace que el proletariado esté cada vez más desprotegido y las consecuencias de la explotación social sean cada vez más devastadoras.

## Explotación económica
En la actualidad, sobre todo desde mitad del siglo XX, se está desarrollando un nuevo tipo de explotación de carácter económico y por tanto con repercusiones sociales a los países más desfavorecidos y del tercer mundo. Los países más desarrollados han endeudado a los más pobres con ellos, y mantienen un desajuste económico en sus relaciones comerciales, mientras que las importaciones del país desarrollado al subdesarrollado (la mayoría de ellas materias primas) son importadas por precios muy bajos (llegándose al extremo de caer ocasionalmente bajo el coste de producción, como sucedió a muchos productores de café entre 1995 y 2006) y muy convenientes para el país desarrollado, que a su vez cuando ha de exportar al país subdesarrollado lo hace a un precio prácticamente incontestable para el país no-desarrollado.
Se ha alegado que solo de esta forma el capitalismo de los "países desarrollados" puede seguir llevándose tal y como se lleva hasta ahora. Vale decir, el primer mundo, el explotador, obtiene y mantiene esa posibilidad de desarrollarse a través de conseguir el traspaso masivo del producto del trabajo, especialmente el de los sectores empobrecidos y otros en el tercer mundo, el cual a su vez ve sus condiciones de vida constantemente empeorando, debido a la explotación que sufren.

## Crítica a la teoría del plusvalor como medida de explotación
Estas críticas se derivan de una serie de problemas - incrementalmente complejos en la medida que incorporan elementos que son difícilmente cuantificables- que se originan en el estudio de la relación valor, plusvalor y precio. Parece obvio que para determinar el plusvalor necesitamos poder determinar el valor, e igualmente obvio que es posible hacer una equivalencia entre ganancia y plusvalía, en que ambos se pueden conceptualizar como resultado del trabajo gastado o invertido en la producción de algún bien económico por los trabajadores. Solo que una (el precio) sería la medida monetaria de la transformación en la "usabilidad" (o valor de uso) del bien original (insumo o materia prima).
Hay otro factor que debe ser tomado en consideración: la productividad (entendida como la cantidad de producto producida por hora de trabajo) continuamente aumenta, lo que, en la economía moderna, generalmente se interpreta como llevando a un incremento en la ganancia. La pregunta que nos interesa entonces es si la explotación está aumentando en la misma medida.
Pero Marx (y los economistas en general) sugieren que esa ganancia no se relacionan o determinan en el sistema capitalista directamente en casos específicos por la ley del valor, sino por la tasa de ganancia (véase también: Retorno de la inversión). De otra forma -aduce Marx- sucedería que la ganancia de una empresa dependería directamente solo del número de trabajadores que cada empresa empleara: dado que el valor necesario para reproducir el trabajo tiende a ser el mismo a través de una sociedad y el plusvalor lo producido sobre ese "valor de sobrevivencia" es el mismo cualquiera sea la manera que se lo mide, si solo determinamos la ganancia en término de horas de trabajo, bastaría -para incrementar la ganancia- con emplear más trabajadores.
Pero si el valor de un bien es (y solo es) la cantidad de tiempo (socialmente necesario, agrega Marx) para producir ese bien y no es ni puede ser equivalente ni al precio ni a la ganancia sigue que es posible que la tasa de plusvalía -la relación entre lo que el trabajador produce y lo que se le paga- y la tasa de ganancia -la relación entre costos totales de producción y precio de venta- varíen independientemente entre sí.
El problema aparece cuando consideramos los elementos mencionados y tratamos de determinar prácticamente cuál sería entonces el valor del trabajo -aceptando que ese valor es el tiempo socialmente necesario para reproducir el trabajo- (a fin de, por ejemplo, determinar el costo de vida). Eso generalmente se entiende como el costo necesario para que el trabajador mantenga una familia de forma tal que sus hijos puedan llegar a la adultez y, eventualmente, reemplazar al trabajador.
Lo anterior introduce una circularidad en el argumento. -que no es necesariamente fatal para la visión- Cuando consideramos tentativas de cuantificar prácticamente el valor del trabajo, se hace evidente que estamos forzados a recurrir a cuantificaciones en alguna unidad de cambio, es decir, a precios. Pero, como vimos antes, el precio de los bienes no es ni puede ser el valor de ellos. Al introducir precios en la determinación del valor básico (el del trabajo) estamos entonces introduciendo esa circularidad en el argumento, lo que nos lleva, últimamente, a cuestionar la conveniencia o necesidad de conceptualizar el valor como diferente a los precios -por lo menos a escala práctica.
Segundo: de lo anterior sigue que el “valor intrínseco” de los factores de producción y bienes producidos es variable. En la medida que la productividad o eficiencia (en general, las capacidades técnicas, maquinarias, organización, entrenamiento, etc) aumentan, el tiempo socialmente necesario para producir (o valor intrínseco de los) bienes y mercaderías en general disminuye. Al mismo tiempo, lo que se considera condiciones mínimas aceptables (niveles de vida) aumenta, lo que significa que el valor del (costo necesario para reproducir el) trabajo aumenta. Es entonces posible que la tasa de plusvalía aumente aun cuando la tasa de ganancia disminuya, eso porque los sueldos pueden aumentar (como, históricamente ha sucedido en los países desarrollados) mientras el tiempo socialmente necesario para producir un bien disminuye a una velocidad relativamente mayor que el incremento en sueldos. Pero si eso es el caso, sigue que la previsión de Marx -en el sentido que los trabajadores serían incrementalmente explotados hasta que se vieran forzados a elegir entre perecer o levantarse en una revolución- no es necesariamente correcta: si los sueldos aumentan, los niveles de vida de los trabajadores pueden mejorar al mismo tiempo que la tasa de ganancia disminuya o la de plusvalía aumente.
El problema se debe, lo menos en parte, a que la palabra "explotación" tiene connotaciones peyorativas, connotaciones de las que Marx era perfectamente consciente y que, con bastante justificación, consideró era la más adecuada para describir la relación obrero-capitalista en su tiempo. Esa misma connotación es considerada por muchos como aplicable en la actualidad a la situación de los trabajadores en países no industrializados o ciertas relaciones entre empresas y sociedades completas en ciertas situaciones. Sin embargo, no todos parecerían estar de acuerdo en aplicarla en relación con algunos trabajadores en, principalmente, países industrializados, que son a veces descritos, incluso por autores marxistas, como una aristocracia obrera, presumiblemente para indicar que no están siendo explotados de la misma forma que otros.
Lo anterior da origen a dos percepciones: una que mantiene que mientras el concepto de plusvalor es válido como elemento de análisis general (en la medida que es el caso que en toda sociedad no todos producen y así sucede que algunos viven -se apropian de alguna u otra manera- del trabajo ajeno) el concepto no es tan útil como medida práctica y necesita adecuación o es más apropiado en análisis filosófico-políticos. Esta percepción es llamada "Crítica parcial" o limitada, a fin de diferenciarla de la siguiente "Crítica global", que sugiere que toda tentativa de adscribir un valor inherente a los bienes y servicios -diferente a los precios- es errónea y lleva a contradicciones. Por lo tanto, la idea completa que podría haber una medida objetiva de la explotación es una ilusión.

### Crítica parcial
Volviendo a la pregunta de si la explotación aumenta cuando aumenta la productividad.
En los tiempos que Marx escribió la respuesta era un obvio si. Los trabajadores industriales vivían, literalmente, en la miseria. Eso se debía a a la existencia de lo que ya David Ricardo llamó la Ley de hierro de los sueldos en el capitalismo: una gran cantidad de personas -continuamente aumentada por campesinos desposeídos- competía por una cantidad limitada de trabajo. En consecuencia, los sueldos disminuían hacia el límite posible: lo necesario para mantener vivo el trabajador por el tiempo necesario para completar su trabajo. En esa situación, cualquier aumento de productividad (o disminución del tiempo socialmente necesario para producir bienes) solo puede beneficiar al "capitalista".
Pero comparando esa situación con la de los trabajadores modernos en países industrializados -o incluso con los obreros industriales en países no industrializados modernos- parece difícil mantener que lo que es llamado "aristocracia obrera" sufra un nivel de explotación mayor o incluso similar.
Debido a lo anterior algunos comentadores han sugerido que el nivel de plusvalía no es un indicador o medida adecuada del nivel de explotación específica en un momento dado. Esto no niega que la plusvalía exista o que se niegue sea el caso que en ciertas sociedades exista un proceso de apropiación del excedente de bienes de consumo producido por un sector social por los miembros de otra, sino solo que se sugiere que tal proceso es más adecuado como categoría general de análisis social: las sociedades en su progreso atraviesan un periodo en el cual se caracterizan por la existencia de clases o sectores sociales que definen o basan su existencia en la apropiación de ese "excedente" o valor agregado o plusvalor producido por otros sectores sociales. Esos sectores sociales pueden ser establecidos o definidos sobre bases religiosas -como en las teocracias- o de herencia de grupos especiales -como en la aristocracias- o de propiedad de ciertos bienes o factores de producción -como en el capitalismo- pero el nivel de explotación no tiene, dentro de límites amplios, una relación directa con el nivel de producción de plusvalor en casos individuales. (Para un análisis más detallado de esta sugerencia, véase Eduard Bernstein Evolutionary Socialism: Chapter 2 (en inglés) etc).

### Crítica global
Esta visión argumenta que no hay algo tal que se pueda medir o determinar objetivamente como "valor" de un bien. Lo que hay es valor de uso en relación con los deseos o intenciones de individuos. Ese valor no puede ser determinado objetivamente dado que depende de factores internos, variables, de los individuos. Así por ejemplo, Ludwig von Mises argumenta:
```
"El valor no es intrínseco. No está en las cosas o condiciones, sino en el sujeto que evalúa" ( Teoría e Historia, p 23) "Un juicio de valor no mide, arregla en una escala de grados. Expresa un orden de preferencia y secuencia pero no es una expresión de una medida o cantidad" (measure and weight en el original) (La acción Humana, p 23) y concluye: "No hay un método disponible para construir una unidad de valor" (La acción humana, p 205)
```

Aceptando lo anterior, el "valor", que individuos otorgan a bienes de acuerdo a sus intenciones, solo puede ser medido indirectamente. Esa medida es el "precio" acordado en el mercado. Esa es la única medida cuantificable para ordenar las preferencias de los consumidores (es decir, el interés "social" en un bien dado) a fin de organizar los recursos económicos y para medir las oportunidades de costo de asignación.

Adicionalmente, se aduce, el trabajo "físico" no es la única fuente del valor ya sea de utilidad o monetario de los objetos o bienes. Sucede que los "Bienes naturales" en su estado natural -tales como agua pura, minerales, árboles, frutos, etc- también poseen un valor "de uso" que les da un valor comercial, es decir, se comercian como mercaderías, con un valor que depende por lo menos en parte, de las cualidades intrínsecas de los bienes mismos.
En relación con la posible ganancia, se ha alegado que tal concretización solo se realiza en el momento de venta. Hasta ese momento, y cualquiera que sea la manera de medir el valor agregado, esa medición no pasa de ser una aspiración. Solo la venta determina cual valor el comprador o compradores otorgan a la mercadería. Pero los trabajadores son pagados regularmente, indiferentemente si lo que han producido en ese periodo ha sido vendido o no. Alternativamente se puede considerar que han vendido el producto de su trabajo tan pronto como posible a quien puede esperar o considera conveniente tomar el riesgo de comprar hoy en la esperanza de vender a mayor precios en el futuro. En otras palabras, los trabajadores tienen una "preferencia por la liquidez" o "preferencia por dinero al contado" en el presente, dinero que en realidad solo puede provenir de ventas futuras. Seguramente quien sea adelanta ese dinero tiene derecho a una recompensa?
En consecuencia de todo lo anterior, se sugiere, no puede haber una medida "objetiva" de la "cantidad de valor" que un factor económico contribuye a la producción de mercadería. Adicionalmente, aún si se considerara que uno de esos factores (por ejemplo, el trabajo) hace una contribución excepcional o especial, no se puede ni considerar que tal contribución es única y que por lo tanto merece la totalidad del producto ni reducir ese "trabajo" arbitrariamente a solo el esfuerzo físico: el esfuerzo intelectual - lo que los economistas clásicos llamaban "trabajo complejo" y que puede o debe incluir actividades tales como la organización de la producción y otras funciones administrativas o de gerencia, profesionales, etc- también es trabajo.

## Citas y notas
1. ↑  La RAE da dos acepciones generales sobre "abusar" : 1. intr. Usar mal, excesiva, injusta, impropia o indebidamente de algo o de alguien. Abusaba de su autoridad. 2. intr. Hacer objeto de trato deshonesto a una persona de menor experiencia, resistencia o poder.
2. ↑  Definición de la RAE sobre "utilizar" : 1. tr. Aprovecharse de algo.
3. ↑   ver: J-J. Rousseau "Discurso sobre el origen de la desigualdad entre los hombres".
4. ↑   Por ejemplo Juan Pablo II escribió: "En la sociedad occidental se ha superado la explotación, al menos en las formas analizadas y descritas por Marx. No se ha superado, en cambio, la alienación en las diversas formas de explotación, cuando los hombres se instrumentalizan mutuamente y, para satisfacer cada vez más refinadamente sus necesidades particulares y secundarias, se hacen sordos a las principales y auténticas, que deben regular incluso el modo de satisfacer otras necesidades".- en 
Centesimus Annus: Sobre la cuestión social punto 41 sección IV. LA PROPIEDAD PRIVADA Y EL DESTINO UNIVERSAL DE LOS BIENES
5. ↑  Usando el mismo autor citado para la percepción ética: "Por otra parte, la sociedad y el Estado deben asegurar unos niveles salariales adecuados al mantenimiento del trabajador y de su familia, incluso con una cierta capacidad de ahorro. Esto requiere esfuerzos para dar a los trabajadores conocimientos y aptitudes cada vez más amplios, capacitándolos así para un trabajo más cualificado y productivo; pero requiere también una asidua vigilancia y las convenientes medidas legislativas para acabar con fenómenos vergonzosos de explotación, sobre todo en perjuicio de los trabajadores más débiles, inmigrados o marginales. En este sector es decisivo el papel de los sindicatos que contratan los mínimos salariales y las condiciones de trabajo." Obra citada, punto 15 sección II. HACIA LAS "COSAS NUEVAS" DE HOY . Ver también: Archdiocese of Milwaukee: Las Fábricas de Explotación y la Compra Responsable en la Economía (enlace roto disponible en Internet Archive; véase el historial, la primera versión y la última).
6. ↑   A. Smith: An Inquiry into the Nature and Causes of the Wealth of Nations: Book 1, Chapter 7 (Of the Natural and Market Price of Commodities) párrafo 27 (en inglés en el original)
7. ↑   Sigue que no "tienen derecho" -de acuerdo a las concepciones de la época- a remuneración. Considérese el origen de la "renta de la tierra". Un propietario arrienda su terreno a un tercero si el precio ofrecido se iguala a lo que el podría obtener si la trabajara. Quizás un poco menos, dado que podrá dedicar su esfuerzos a alguna otra actividad. Pero esa renta es obtenida sin trabajo, es decir, sin contribuir a la producción. El mismo argumento se aplica al dinero ahorrado y usado como capital, con el "agravante" que capital que no es usado como tal no produce ganancia alguna. El capitalista obtiene ganancia sin esfuerzo alguno, debido últimamente a la ilusión que sin tal nada seria producido
8. ↑   K Marx: El Capital, Libro I, SECCIÓN TERCERA; CAPÍTULO VII : LA TASA DE PLUSVALOR 1. El grado de explotación de la fuerza de trabajo
9. ↑   Ver, por ejemplo: La crisis enterrada. El futuro de 900 millones de agricultores ante las reglas injustas del comercio internacional y Amistades Peligrosas o lo que esconden las negociaciones comerciales entre países ricos y pobres
10. ↑   Ver, por ejemplo: Terreno para el cambio
11. ↑   Ver, por ejemplo: Precios de doble filo
12. ↑  Por ejemplo, el economista Norteamericano Mark Weisbrot argumento - en su ponencia a un seminario en el Banco Central de Venezuela que: Otra repercusión mundial de este tipo de déficit, y esto va en contra de la economía tradicional estándar, es que los países en desarrollo están financiando a los países ricos. Esto es lo que sucede cuando se maneja una economía de tal magnitud y un déficit de cuenta corriente. Significa que usted está solicitando un préstamo al resto del mundo. Quiere decir que Estados Unidos le está solicitando un préstamo al resto del mundo, lo que significa que el resto del mundo, básicamente los países en desarrollo, le está suministrando capital a Estados Unidos, en lugar de ser lo contrario. Y esto tiene grandes consecuencias también, (...) Pero el flujo de capital realmente toma otra dirección. Ahora va del sur al norte." .- Ver "Desequilibrios globales, burbujas de precios y sostenibilidad del dólar: opciones de políticas para la banca central" (transcripciones de las ponencias de los economistas Mark Weisbrot y Gerald Epstein) Archivado el 10 de enero de 2008 en Wayback Machine.
13. ↑   Nótese que, de acuerdo a Marx, un aumento en la productividad no aumenta la plusvalía como tal: lo que se produce en una hora es lo que se produce en una hora, cualquiera que sea la cantidad física o precio con que se lo mide. Lo que sucede es que el tiempo necesario para producir las necesidades del trabajador disminuye. Así, si el trabajador necesitaba cuatro horas para producir lo necesario para cubrir sus necesidades y ahora, con la ayuda de máquinas logra producir eso en solo dos, y continua trabajando las mismas horas que anteriormente, lo que aumenta es el número de horas de su trabajo que producen plusvalía, pero el valor absoluto producido por unidad de tiempo permanece igual. (para un análisis más detallado, ver El Capital, Volumen III)
14. ↑   históricamente, para personajes tales como Smith, Ricardo, Marx, etc, había una disminución de la tasa de ganancia
15. ↑  Consideraciones similares llevaron a Adam Smith a abandonar su sugerencia original que los precios de los bienes correspondían al valor de ellos, reemplazándola con la "teoría agregativa" de los precios, de acuerdo a la cual estos se determinan por la suma de tres factores: sueldos, renta -renta en este sentido son los pagos o ingresos recibidos por el uso de préstamos o inversiones en efectivo, uso de terrenos o edificios, etc- y ganancia. Ricardo -y más tarde Marx- volvió a la posición original de Smith, alegando que hay en los bienes un valor inherente, (determinado por el tiempo necesario para producirlo), el que se divide entre los sectores o clases que participan en su producción, formando así la base de sus ingresos.
16. ↑   A menos, por supuesto, que estemos considerando una situación de abundancia tal que cualquiera puede obtener cualquier y todo bien simplemente solicitándolo. Esa situación parece ser lo que Marx y Engels concebían como comunismo. Pero aún tal consideración no resuelve el problema practico de nuestros días: la determinación de el “valor del trabajo” en una empresa, país o momento cualquiera
17. ↑   Sigue también otra alternativa: que los sueldos (y niveles de vida) decaigan incluso si la tasa de plusvalía disminuye, por ejemplo, si los trabajadores son los propietarios de una empresa que incrementalmente pierde competitividad.
18. ↑   "Por ejemplo, los trabajadores en países en desarrollo son a menudo, descritos como siendo "explotados" por empresas internacionales porque reciben salarios menores que los trabajadores en EEUU. Similarmente, grandes ganancias son consideradas como excesos extraídos de los trabajadores Karl Marx Surplus Value, Karl Marx and Exploitation (en inglés)
19. ↑   Marx mismo parece que era consciente de la sugerencia: "Marx argumenta que, dado una tasa constantes de aumento de la productividad, la tasa de aumento de la "masa" del plusvalor por una porción determinada del capital decae en la medida que el nivel de tiempo de plusvalor aumenta : Moishe Postone: Time, Labor, and Social Domination pp 310 (en inglés)
20. ↑   Economistas modernos, marxistas y no marxistas, no ven la teoría económica como proveyendo evidencia por la existencia o no existencia de la explotación ...(...)... Hay preguntas legitimas en economía acerca de la distribución equitativa de los ingresos, y, mirando aspecto de tales ingresos como un plusvalor podría ser útil para responder algunas de esas preguntas. (e inglés en el original) Karl Marx Surplus Value and exploitation
21. ↑  [http://www.echeat.com/essay.php?t=29642 Archivado el 15 de octubre de 2011 en Wayback Machine. Critique of Marxian Economics (en Ingles) : Jon Elster concluye su "Making Sense of Marx" con la afirmación que "no es posible en la actualidad, moral o intelectualmente, ser un Marxista en el sentido tradicional" (1985, pp 531) la aceptación de esa afirmación depende, por supuesto, en que se entiende por "marxismo tradicional". Elster aclara que lo que el entiende por ese concepto es la "bancarrota intelectual" y teoría económica "no científica" asociada con la teoría del valor (en inglés en el original)
22. ↑   Marx estaba correcto "a medias": desarrollo una base dialéctica brillante para el análisis económico clásico en general, pero este análisis, apropiadamente aplicado, contradice la asunción central de la Teoría del valor-trabajo: que solo el trabajo es la fuente de plusvalor (en inglés en el original) Steeve King: Marx and Surplusvalue
23. ↑   Richard M Ebeling The Life and Works of Ludwig von Mises (The Independent Review: Volume 13.- Number 1 Summer 2008. (en inglés)
24. ↑   http://www.tparents.org/Library/Unification/Books/cncc/cncc-05.htm 30. Criticize Marx's Labor Theory of Value.
25. ↑   por ejemplo, Donald C. Ernsberger alega que THE LABOR THEORY OF VALUE (An Analysis)